# Триконодонти
Триконодонти (Triconodonta) — надряд викопних ссавців інфракласу Allotheria. Триконодонти не мають нащадків серед сучасних ссавців. Жили в тріасовому, юрському і крейдяному періодах. Їхня назва (букв. «Зуб з трьома конусами») засновано на характерній формі зубів. Швидше за все, вели нічний спосіб життя, ховаючись від хижих динозаврів, і харчувалися дрібними рептиліями і комахами. Але деякі триконодонти були здатні полювати і на дрібних динозаврів. Екологічну нішу, яку раніше займали триконодонти, пізніше зайняли гризуни.

## Опис
Дрібні, не більші за щура, тварини. У будові черепа та нижньої щелепи збереглися риси, властиві звіроподібним гадам — цинодонти. Корінні зуби з трьома горбками, розташованими вздовж осі зуба. Зубна формула примітивна. Залишки триконодонт відомі з відкладень Північної Америки, Європи та Азії.

## Філогенія
Філогенетична клодограма
```
--o 
Mammalia
 
Linnaeus, 1758
  
  |-> 
Volaticotheria
 
Meng & al., 2005
  (†)
  |-o Triconodonta 
Osborn, 1888
 (†)
  | |-o
Dyskritodon
 
Sigogneau-Russell, 1995
 (†)
  | |-o
Hallautherium
 
Clemens, 1980
 (†)
  | |-o
Ichthyoconodon
 
Sigogneau-Russell, 1995
 (†)
  | |-o
Kryptotherium
 
Sigogneau-Russell, 2003
 (†)
  | |-o 
Austrotriconodontidae
 
Bonaparte, 1990
 (†)  
  | | `-o
Austrotriconodon
 
Bonaparte, 1986
 (†)
  | `-o 
Eutriconodonta
 
Kermack & al., 1973
 (†)  
  |   |-o 
Amphilestidae
 
Osborn, 1888
 (†)  
  |   | |-o
Kemchugia
 
Averianov & al., 2005
 (†)
  |   | |-o
Liaotherium
 
Zhou & al., 1991
 (†)
  |   | `-o 
Amphilestinae
 
(Osborn, 1888)
 (†)  
  |   |   |-o
Amphilestes
 
Owen, 1845
 (†)
  |   |   |-o
Aploconodon
 
Simpson, 1925
 (†)
  |   |   |-o
Comodon
 
(Simpson, 1925)
 (†)
  |   |   |-o
Hakusanodon
 
Rougier & al., 2007
 (†)
  |   |   |-o
Paikasigudodon
 
(Prasad & Manhas, 1997)
 (†)
  |   |   |-o
Phascolotherium
 
Broderip, 1828
 (†)
  |   |   |-o
Tendagurodon
 
Heinrich, 1998
 (†)
  |   |   `-o
Triconolestes
 
Engelmann & Callison, 1998
 (†)
  |   |-o 
Gobiconodontidae
 
(Chow & Rich, 1984)
 (†) 
  |   | |-o
Gobiconodon
 
Trofimov, 1978
 (†)
  |   | |-o
Hangjinia
 
Godefroit & Guo, 1999
 (†)
  |   | |-o
Meemannodon
 
Meng & al., 2005
 (†)
  |   | `-o
Repenomamus
 
Li & al., 2000
 (†)
  |   |-o 
Jeholodentidae
 
Luo & al., 2007
 (†) 
  |   | |-o
Jeholodens
 
Ji & al., 1999
 (†)
  |   | `-o
Yanoconodon
 
Luo & al., 2007
 (†)
  |   |-o 
Klameliidae
 
Martin & Averianov, 2007
 (†)  
  |   | |-o
Ferganodon
 
Martin & Averianov, 2007
 (†)
  |   | `-o
Klamelia
 
Chow & Rich, 1984
 (†)
  |   `-o 
Triconodontidae
 
Marsh, 1887
 (†)  
  |     |-o 
Alticonodontinae
 
Fox, 1976
 (†)  
  |     | |-o
Alticonodon
 
Fox, 1969
 (†)
  |     | |-o
Arundelconodon
 
Cifelli & al., 1999
 (†)
  |     | |-o
Astroconodon
 
Patterson, 1951
 (†)
  |     | |-o
Corviconodon
 
Cifelli & al., 1998
 (†)
  |     | `-o
Jugulator
 
Cifelli & Madsen, 1998
 (†)
  |     `-o 
Triconodontinae
 
Marsh, 1887
 (†)  
  |       |-o
Priacodon
 
Marsh, 1887
 (†)
  |       |-o
Triconodon
 
Owen, 1859
 (†)
  |       `-o
Trioracodon
 
Simpson, 1928
 (†)
  |--> 
Allotheria
 
Marsh, 1880
  (†)
  |--> 
Holotheria
 
Wible & al., 1995
  
  `--> 
Prototheria
 
Gill, 1872
```